# Àcid lindèric
L'àcid lindèric, el qual nom sistemàtic és àcid (E)-dodec-4-enoic, és un àcid carboxílic monoinsaturat de cadena lineal amb dotze àtoms de carboni, la qual fórmula molecular és {\displaystyle {\ce {C12H22O2}}}. En bioquímica és considerat un àcid gras i se simbolitza per C12:1 n-8. Té un doble enllaç en conformació trans situat al carboni 4 (o el 8 començant per l'extrem oposat).

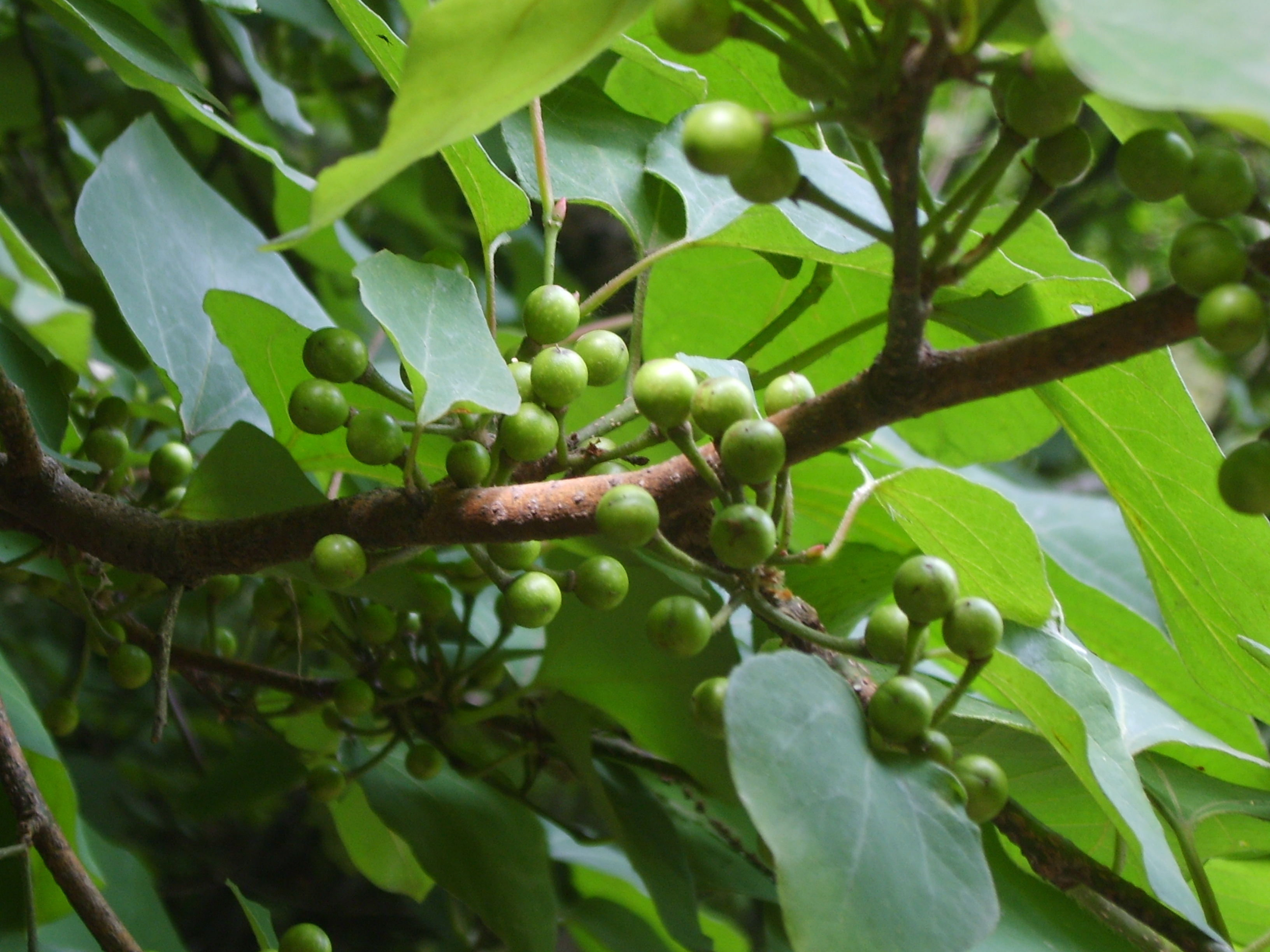
Fruits de Lindera obtusiloba

A temperatura ambient és un líquid amb punt de fusió 1,0-1,3 °C, que bull a 170-172 °C a només 13 mmHg. Té una densitat entre 4 °C i 15 °C de 0,9106 g/cm³ i un índex de refracció que val 1,4545 a 15 °C. És soluble en benzè, cloroform i dietilèter. Hom el troba a l'oli de les llavors de Lindera obtusiloba, d'on pren el seu nom comú àcid lindèric i en altres plantes de l'illa de Formosa. Fou observat per primer cop pel científic japonès Iwamoto el 1921, anomenat àcid lindèric per Tsujimoto el 1926 i aïllat el 1937 de la Lindera obtusiloba pels científics japonesos Y. Toyama i per Saburo Komori i Sei-ichi Ueno de forma independent, determinant-ne l'estructura.